# ビットコインバブル
ビットコインバブルとは、2017年の年末に訪れた。2017年の半ばから仮想通貨の将来性やボラティリティの高さに注目が集まり、9月以降はバブルと言われる状態になった。しかし2018年の1月には仮想通貨の価格は暴落した。その理由として、中国や韓国は規制を強める動きをみせたこと・仮想通貨をこれまでに買ってきた人々が利益を確定したからである。仮想通貨の価格が下落した幅は28.7%に達し、リーマンショックなどの下落幅を超えた。
過去のバブルは高騰した後に崩壊し、過去の栄光が戻ることは決してなかった。一方、ビットコインは「2歩進んで1歩下がる」動きで知られている。

## 2017年に価格が急騰した理由

### ハードフォークが成功したから
仮想通貨は2つのコインに分かれることをハードフォークという。2017年に行われたハードフォークは規模が大きいことから失敗するのではないかと言われていたが、成功したので価格は上昇した。しかし2017年11月13日、BTCよりもフォークコインBCHのマイニング効率が上昇したため、BTCのハッシュパワーが下落しそれに伴い価格は下落しバブル崩壊の一因となった。

### ビットコインキャッシュが配られた
ハードフォークによってビットコインを所持しているだけでビットコインキャッシュがもらえることもビットコインの価格につながった。ふつうであれば、ハードフォークした場合は2つのコインの合計額がハードフォーク前と同じになるはずだが、ビットコインの上昇率が高かったことで、ビットコインキャッシュを無料でもらえた状況となった。
このことから日本の取引所では、信頼性の問題からハードフォークがおきても新しい通貨は配らないと発表しているが、BINANCEなどの取引所はハードフォークをするたびに新しい通貨を配布すると言及している。

### ビットコインの先物取引がはじまった
2017年の12月から海外の伝統的金融取引所シカゴ・マーカンタイル取引所CMEでビットコインの先物取引がはじまった。これを受け、日本でもナスダックや東京金融取引所でビットコイン先物取引を始めることを検討するようになったと発表された。これにより、ビットコインの価格上昇となった。

### 投資マネーが投入された
金・銀といったものに使われていたお金をビットコインにつかうようになったと言われている。なぜ、仮想通貨にお金をかけるようになったかというと、ビットコインは短期間で利益を出せると投資家が考えたからである。そのため、ビットコインの価格が上昇すれば、金や銀の価格は下落した。

## ビットコインバブルに伴う各国の規制

### 中国
2017年9月4日に仮想通貨への規制を強めると中国証券管理委員会は通達を発していた。その理由として、マネーロンダリングや法を犯した海外送金などを中国政府が問題とみなしたからである。
また、BTC Chinaという中国のなかで大きい取引所が2017年9月30日にすべての取引をとめると発表した。これは中国政府が仮想通貨への規制を強める意向を受けたからである。

### 韓国
韓国政府は未成年者と外国人が韓国で暗号資産を使用することを禁じた。また外国人や未成年者が銀行口座を作ることを認めない方針を発表した。また仮想通貨取引から得た利益に税金をかけ、取引する業者に対する認証も厳格化すると述べた。